# O Filho Eterno (filme)
O Filho Eterno é um filme de drama brasileiro de 2016, dirigido por Paulo Machline e escrito por Leonardo Levis, baseado no livro homônimo de Cristóvão Tezza, publicado em 2007. O filme é protagonizado por Marcos Veras, Débora Falabella e Pedro Vinícius.

## Sinopse
Roberto (Marcos Veras) e Cláudia (Débora Falabella) aguardam a chegada do primeiro filho ansiosamente. Roberto é escritor e enxerga o nascimento do filho como um ponto de partida para uma mudança em sua vida. Entretanto, todas as suas expectativas e áurea alegre são transformadas em incertezas depois de descobrir que o recém-nascido é portador de Síndrome de Down. A insatisfação com a condição do filho toma a vida de Roberto que enfrenta diversos desafios para encontrar o verdadeiro significado da paternidade.

## Elenco
- Marcos Veras como Roberto Tedesco
- Débora Falabella como Cláudia Tedesco
- Pedro Vinícius como Fabrício Tedesco
- Augusto Madeira como Dr. Lachmann
- Zeca Cenovicz como Francisco
- Mariana Ribeiro como Cris
- Gabriel Gorosito como Jorge
- Uyara Torrente como Marina
- Lourinelson Vladmir como Dr. Ernesto
- Rodrigo Ferrarini como Dr. Carlos
- Andrew Knoll como policial
- Laura Haddad como diretora Carmen
- Kauê Persona como treinador de natação
- Maria Cláudia como fonoaudióloga

## Produção
O Filho Eterno é produzido por Rodrigo Teixeira. Andreia Giusti, Ana Kormanski, Marisa Merlo, Rapahel Mesquita e Daniel Pech assinam a produção executiva do longa-metragem. O cineasta Fernando Meirelles atua como produtor associado.
O filme é uma adaptação cinematográfica do livro O Filho Eterno, escrito por Cristóvão Tezza e publicado originalmente em 2007. O livro foi sucesso de crítica e público, rendendo ao autor o Prêmio Jabuti e o Prêmio APCA de literatura. Leonardo Levis é o responsável por adaptar a obra no roteiro do filme.
Diferente do livro e da adaptação para o teatro, protagonizada por Charles Fricks como Beto, as personagens Cláudia (Débora Falabella) e a amante de Beto (no filme, Marcos Veras) possuem mais destaque e função na trama. O diretor conta que é necessário para poder criar situações que aproximassem os personagens do público.
As gravações ocorreram ao longo de quatro semanas com locações em Curitiba e outras cidades do interior do Paraná.

### Escolha do elenco
Marcos Veras foi escolhido para interpretar o protagonista do filme após sugestão da atriz Débora Falabella, com quem já havia trabalhado anteriormente. O ator é conhecido por personagens cômicos e no filme assume um personagem de alta carga dramática. Segundo o diretor, a escolha do ator para o papel também foi para dar um tom mais solar ao drama. O personagem, Roberto, dispara falas pesadas ao filho, portador de Síndrome de Down. Paulo Machline conta que não poderia correr o risco do público desgostar do personagem.

## Lançamento
O trailer do filme começou a ser divulgado em 1 de novembro de 2016. O lançamento comercial nas salas de cinema do Brasil ocorreu em 1 de dezembro de 2016 com distribuição Sony Pictures Brasil.

## Recepção

### Prêmios e indicações
No 22° Prêmio Guarani de Cinema Brasileiro, o filme recebeu uma indicação na categoria de melhor roteiro adaptado para Leonardo Levis.